# Чёрная (приток Весляны)
Чёрная (в верхнем течении Большая Соль) — река в Гайнском районе Пермского края и Койгородском районе Республики Коми, крупнейший правый приток Весляны.

## Морфометрия
Длина — 149 км, общая площадь водосбора — 1800 км². Берёт начало в болотистой местности, на высоте 196 м над уровнем моря, около северо-восточной границы Койгородского района Республики Коми. От истока течёт на север, затем преобладающим направлением течения Чёрной становится северо-восток, в среднем течении — юго-восток, затем делает петлю на север, в нижнем течении течёт на юг, около места впадения Парманки поворачивает на юго-восток. Впадает в Весляну справа, около посёлка Усть-Чёрная, на высоте 142 м над уровнем моря, в 115 км от устья.
На реке также расположен посёлок Чернореченский, административно относящийся к Кировской области.

### Притоки
Основные притоки:
- левые: Когтя, Соль, Малая Соль, Большая Пома, Бадья, Малая Бадья, Безымянка, Холуй, Северка;
- правые: Пелес, Лель, Парманка, Камчатка, Мутный, Ломовка.[3][4][5][6][7]